# Provincia Aïn Témouchent
Provincia Aïn Témouchent (în arabă ولاية عين تموشنت) este o unitate administrativă de gradul I (wilaya) a Algeriei. Reședința sa este orașul Aïn Témouchent.